# Oberwürschnitz (Mühlental)
Oberwürschnitz ist ein Ortsteil der Gemeinde Mühlental im sächsischen Vogtlandkreis.

## Geographie
Das Waldhufendorf Oberwürschnitz liegt westlich von Marieney, nördlich von Elstertal und östlich von Hundsgrün im Süden des Vogtlandes und in der südlichen Mitte des Vogtlandkreises auf einer Höhe von rund 482 m im Naturraum Vogtland nahe des Verlaufes der B 92. Südlich des Dorfes verläuft der Würschnitzbach. Oberwürschnitz liegt rund 500 m nordöstlich von Unterwürschnitz.

## Geschichte

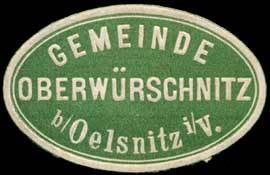
Siegelmarke der Gemeinde Oberwürschnitz b. Oelsnitz

Oberwürschnitz wurde spätestens 1378 als Ubern-Birsenicz, Obern-Wirsnicz erstmals erwähnt. Spätere Ortsnamensformen sind Obern-Werschnicz (1414), wenigen Werschnicz (1441), Oberwirsitz (1460), Ober Wierschnitz (1768) und Oberwürschnitz b. Oelsnitz (1875). Frühere Belege sind bei Unterwürschnitz.
1378 gehörte der Ort zum castrum Voigtsberg; später zum Amt Voigtsberg im Vogtländischen Kreis und später zum Gerichtsamt Oelsnitz, der Amtshauptmannschaft Oelsnitz und dem (Land-)Kreis Oelsnitz sowie schließlich dem heutigen Vogtlandkreis. 1542 war Oberwürschnitz Amtsdorf und anteilig den Pfarren Unterwürschnitz und Oelsnitz zugehörig. Oberwürschnitz war nach Unterwürschnitz gepfarrt. 1973 wurde der Ort nach Unterwürschnitz eingemeindet und gehört folglich seit 1994 nach Mühlental.
| Jahr          | 1583              | 1764                         | 1834 | 1871 | 1890 | 1910 | 1925 | 1939 | 1946 | 1950 | 1964 |
| ------------- | ----------------- | ---------------------------- | ---- | ---- | ---- | ---- | ---- | ---- | ---- | ---- | ---- |
| Einwohnerzahl | 12 besessene Mann | 14 besessene Mann, 6 Gärtner | 116  | 129  | 111  | 122  | 127  | 114  | 131  | 121  | 90   |

1925 waren alle Einwohner Lutheraner.
In Oberwürschnitz gibt es ein Denkmal zu Ehren der im Ersten Weltkrieg Gefallenen.

## Belege
1. ↑  Oberwürschnitz – Gemeinde Mühlental. Abgerufen am 17. Dezember 2023.